# Judex (film, 1963)
Pour les articles homonymes, voir Judex (homonymie).
Pour plus de détails, voir Fiche technique et Distribution.
Judex est un film franco-italien tourné en 1963 par Georges Franju afin de rendre hommage au feuilleton cinématographique du même titre de Louis Feuillade. Georges Franju exprime dans cette œuvre son intérêt pour l'expressionnisme.
Le film a reçu la Coupe Jean George Auriol 1963 à l'unanimité du jury.

## Synopsis
Favraux, un banquier véreux, reçoit un mystérieux message signé Judex lui enjoignant de distribuer la moitié de ses biens aux personnes auxquelles il a causé du tort.
Il se garde bien d'obéir et commet un nouveau méfait.
Mais le jour des fiançailles de sa fille, Jacqueline, à l'heure dite, le justicier Judex met à exécution ses menaces...

## Autour du film
- Le film a été co-écrit par Jacques Champreux qui est le petit-fils de Louis Feuillade.
- Tourné à Paris (Avenue Rapp, Avenue de Camoëns, Place Étienne-Pernet), à la gare de Méry-sur-Oise (enlèvement de Jacqueline par une fausse religieuse), à l'Abbaye Royale de Fontaine-Chaalis et à Château-Gaillard (Les Andelys).

## Fiche technique
- Titre original : Judex
- Réalisateur : Georges Franju
- Scénario et dialogues : Jacques Champreux et Francis Lacassin, d'après un scénario d'Arthur Bernède et Louis Feuillade
- Musique composée et dirigée par : Maurice Jarre
- Directeur de la photographie : Marcel Fradetal
- Photographe de plateau : Pierre Zucca
- Décors : Robert Giordani
- Assistant Mise en Scène : Michel Worms et Bjorn Johansen
- Script : Suzanne Bon
- Cadreurs : Philippe Brun et Roger Delpuech
- Costumes dessinés par : Christiane Courcelles
- Ingénieur du son : Jean Labussière
- Montage : Gilbert Natot
- Producteur : Robert de Nesle
- Directeur de Production :  Jean Maumy
- Sociétés de production : Comptoir Français du Film (Paris) - Filmes Cinematografica (Rome)
- Société de distribution : Comptoir Français du Film
- Format : noir et blanc
- Genre : Thriller
- Durée : 98 minutes
- Date de sortie : 4 décembre 1963 en France

## Distribution
- Channing Pollock (en) : Judex / Vallières, le secrétaire de Favraux
- Michel Vitold : Favraux, le banquier
- Édith Scob : Jacqueline Favraux
- Jacques Jouanneau : Cocantin, le détective privé
- Francine Bergé : Diana Monti / Marie Verdier, l'institutrice d'Alice
- Philippe Mareuil : le vicomte Amaury de La Rochefontaine, le fiancé de Jacqueline
- Théo Sarapo : Morales
- Sylva Koscina : Daisy
- René Génin : Pierre Kerjean
- Roger Fradet : Léon
- Benjamin Boda : Réglisse
- Jean Degrave : le notaire
- Ketty France : Jeanne-Marie Bontemps
- André Méliès : le médecin
- Luigi Cortese : Pierrot
- Jean-Jacques Rémy : un complice de Judex
- André Tomasi : un pêcheur de Loisy
- Bernard Charlan : un pêcheur de Loisy
- Max Montavon : le valet de Cocantin
- Marc Duchamp
- Édouard Francomme : le paysan qui parle avec Kerjean
- Pierre Vernet
- Suzanne Gossen : la propriétaire

## DVD / Blu-ray
Le film a bénéficié de nombreuses sorties sur des supports différents.
- France :

Le film est sorti chez Why Not Productions.
- Georges Franju : Judex + Nuits Rouges (Coffret 2 DVD) sorti le 7 novembre 2007. Le ratio écran est en 1.66:1 panoramique 16/9 en Français Mono Stéréo sans sous-titres. En supplément un entretien avec Jacques Champreux, co-scénariste de Judex, des articles des cahiers du cinéma (Entretien avec Georges Franju, Feuillade et son double et Judex par Jacques Rivette). Il s'agit d'une édition Zone 2 Pal. 
- Royaume-Uni

Le film est sorti chez Eureka.
- Masters of Cinema : Judex / Nuits Rouges (Coffret 2 DVD + livret 49 pages) sorti le 25 août 2008. Le ratio écran est en 1.66:1 panoramique 16/9 en français Mono Stéréo avec sous-titres anglais disponibles. Les suppléments sont identiques à l'édition française sortie en 2007. Il s'agit d'une édition Zone 2 Pal. ASIN B001B42DXG
- États-Unis

Le film est sorti chez The Criterion Film Collection.
- Judex (Coffret Combo 1 Blu-ray + 2 DVD + livret 40 pages) sorti le 17 juin 2014. Le Blu-ray présente une image en haute définition issue d'une copie 2K restaurée au format 1.66:1 panoramique 16/9 natif. L'audio est en audio Mono Stéréo avec la possibilité d'avoir des sous-titres en anglais ou non. En suppléments : un entretien avec Francine Bergé (12 minutes), un entretien avec Jacques Champreux (12 minutes), un documentaire de 51 minutes Franju le visionnaire, deux courts-métrages de Franju datant de 1951 et 1952. Le premier DVD propose le film en version standard et le second les bonus déjà présents dans le Blu-Ray. Il s'agit d'une édition Zone A pour le Blu-ray et Zone 1 NTSC pour le DVD. ASIN B00J2PQYY0